# 1893 au théâtre
| Années du théâtre : 1890 - 1891 - 1892 - 1893 - 1894 - 1895 - 1896    |
| Décennies du théâtre : 1860 - 1870 - 1880 - 1890 - 1900 - 1910 - 1920 |

## Pièces de théâtre représentées
- 27 avril : Boubouroche de Georges Courteline, mise en scène André Antoine, Théâtre des Menus-Plaisirs
- 13 mai : création à Paris de Pelléas et Mélisande de Maurice Maeterlinck, Théâtre des Bouffes-Parisiens
- 27 octobre : Madame Sans Gêne de Victorien Sardou et Émile Moreau, Théâtre du Vaudeville

## Naissances
- 5 avril : Faïna Chevtchenko, actrice russe et soviétique († 10 mai 1971).